# 琪亞拉·艾凡尼
琪亞拉·艾凡尼（英語：Kiara Advani，1992年7月31日—）是印度电影女演员。她主要出現在寶萊塢電影。2014年拍摄爱情电影《Fugly》出道。艾凡尼之后較成功的電影包括：《M.S. Dhoni: The Untold Story》、Netflix电影《Lust Stories》和《Bharat Ane Nenu》等。
艾凡尼的父亲是一名信奉印度教的信德族商人，母亲則是一名擁有旁遮普、苏格兰，爱尔兰和西班牙血统的教师。宝莱坞女星菊希·曹拉亦是她的亲人。

## 外部連結
- 琪亞拉·艾凡尼在互联网电影资料库（IMDb）上的資料（英文）
- 琪亞拉·艾凡尼的Instagram帳戶